# Tharsalea schellbachi
Tharsalea schellbachi är en fjärilsart som beskrevs av Tilden 1955. Tharsalea schellbachi ingår i släktet Tharsalea och familjen juvelvingar. Inga underarter finns listade i Catalogue of Life.